# スパルタク・スタジアム (ノヴォシビルスク)
スパルタク・スタジアム (露:Спартак стадион) はロシア、ノヴォシビルスクにあるスタジアム。ロシア・ファーストディビジョンに所属しているFCシビル・ノヴォシビルスクがホームスタジアムとして使用している。
ノヴォシビルスク市の中で、比較的に古い建築物の1つであるこの競技場は、市内の中心部に位置しており、近くには地下鉄がある。
サッカー、陸上競技を行う競技場に加え、バレーボール、バスケットボール、テニス、フェンシングを行うための施設も併設されている。

## 概要
1925年、スタジアムは墓地の跡地の上に建設され、1927年に完成をした。1952年、スタジアムは老朽化したために一時閉鎖をした。2004年には、音響機器などの改修を行った。
2010年、シビルはロシア・カップにて準優勝をした事からUEFAヨーロッパリーグの出場権を獲得した。2010年8月19日、スパルタク・スタジアムで初の欧州カップ戦の試合が開催された。
2006年から2008年には、ユースの大会を主催した。アヤックス・アムステルダム、オリンピック・マルセイユ、レギア・ワルシャワ、セルタ・デ・ビーゴ、PFC CSKAモスクワといったクラブが参加をした。

## ギャラリー

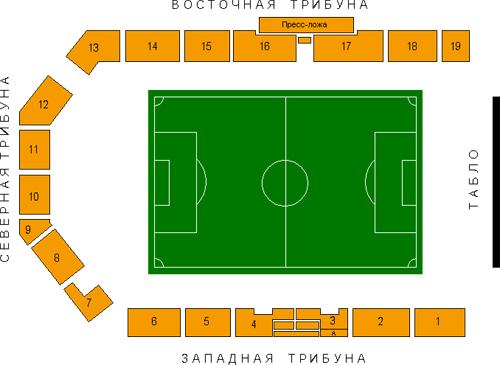
座席の配置図
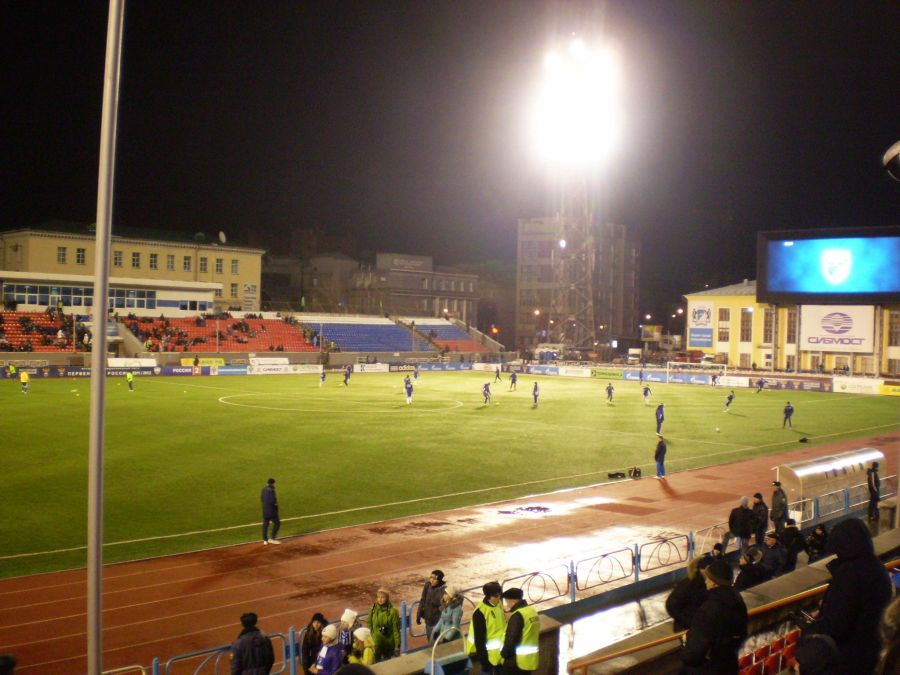
新調されたスコアボード (2011年11月)
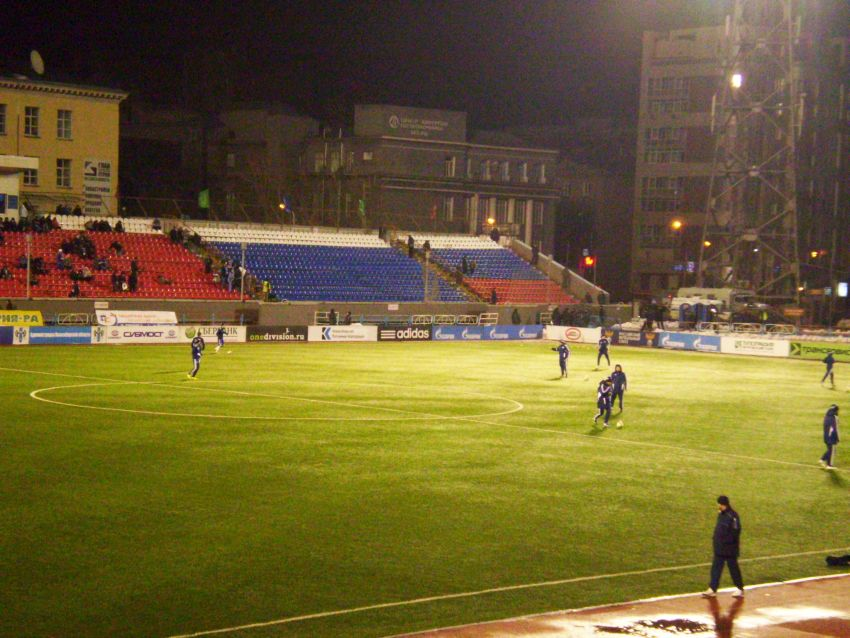